# Ixpantepec Nieves
Ixpantepec Nieves es una localidad del estado mexicano de Oaxaca. Es cabecera del municipio de Ixpantepec Nieves.